# خانه آیت‌الله خاتمی
خانه مرحوم آیت الله خاتمی مربوط به اواخر دوره قاجار است و در شهرستان اردکان، خیابان آیت‌الله خامنه‌ای، محله چرخاب، پلاک ۹۴ واقع شده و این اثر در تاریخ ۱۰ خرداد ۱۳۸۲ با شمارهٔ ثبت ۹۱۱۶ به‌عنوان یکی از آثار ملی ایران به ثبت رسیده‌است.